# Bagartorp
Bagartorp är ett bostadsområde som ligger i anslutning till pendeltågsstationen Ulriksdal i stadsdelen Järva, Solna kommun nära Enköpingsvägen och nära intill bostadsområdena Agnesberg och Råstahem. 

## Historik

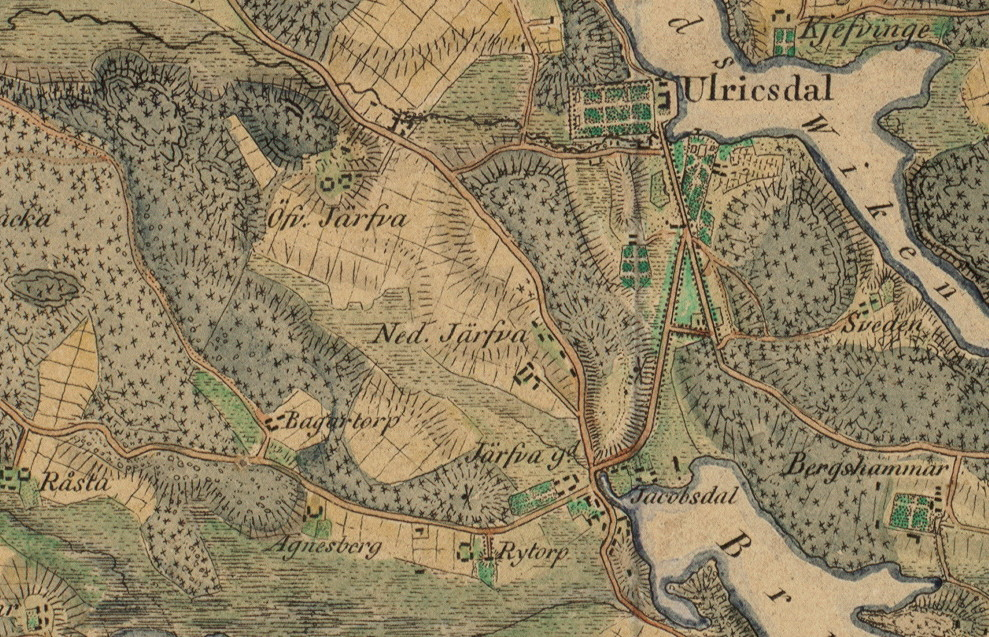
Bagartorp 1817.

Namnet Bagartorp finns redovisat på kartor ända från 1709. Torpet löd under Nederjärva och därmed under Ulriksdals kungsgård. 1944 uppfördes Första intendenturkompaniets nya kasernområde enligt plan och ritningar av Backström & Reinius. Då började en del av gårdens byggnader att rivas, flera av boningshusen vid det gamla Bagartorpet utnyttjades en tid som tjänstebostäder, men de revs efterhand.  Dessutom tillkom järnvägsspår och lastkajer i anslutning till förrådsbyggnaderna. Efter att kompaniet upplöstes, kom kasernområdet användas av Infanteriets kadettskola (InfKAS) och senare Värnpliktsverket.
Området bebyggdes med hyres- och punkthus under 1960-talet enligt arkitekt Ernst Grönwalls ritningar. Bebyggelsen består i flerbostadshus, både låghus och ett antal höga punkthus. Lokalgatan Bagartorpsringen omsluter området i en stor oval ring. Området hade en grundskola, Bagartorpsskolan, som dock lades ner och ersattes av den nybyggda Ulriksdalsskolan belägen i det intilliggande området Nya Ulriksdal. 2021 öppnade en högstadieskola i nya lokaler på samma plats som den tidigare Bagartorpsskolan, en friskola kallad Raoul Wallenbergskolan Bagartorp. 
I den nordligaste delen av Bagartorp, där Bagartorpsringen slutar, så börjar i en korsning, Gunnarbovägen, namngiven efter en av de sommarvillor som uppfördes i Bagartorpsområdet kring sekelskiftet 1800/1900, nämligen Villa Gunnarbo. I det intilliggande bostadsområdet Järvastaden, som började att bebyggas år 2006, så börjar en gata kallad Fridensborgsvägen, i en korsning mot Gunnarbovägen. Fridensborgsvägen är likaså namngiven efter en av de sommarvillor som uppfördes i trakten, nämligen Villa Fridensborg. I och med byggandet av Järvastaden år 2006 så förlängdes Gunnarbovägen in i Järvastaden. Det finns även fler gator som anspelar på områdets historia. I den del av Järvastaden som ligger närmast intill det gamla kasernområdet, så finns det ett flertal gator namngivna efter den militära verksamheten, till exempel, Mönstringsvägen, Inskrivningsvägen och Honnörsgatan.

## Bilder

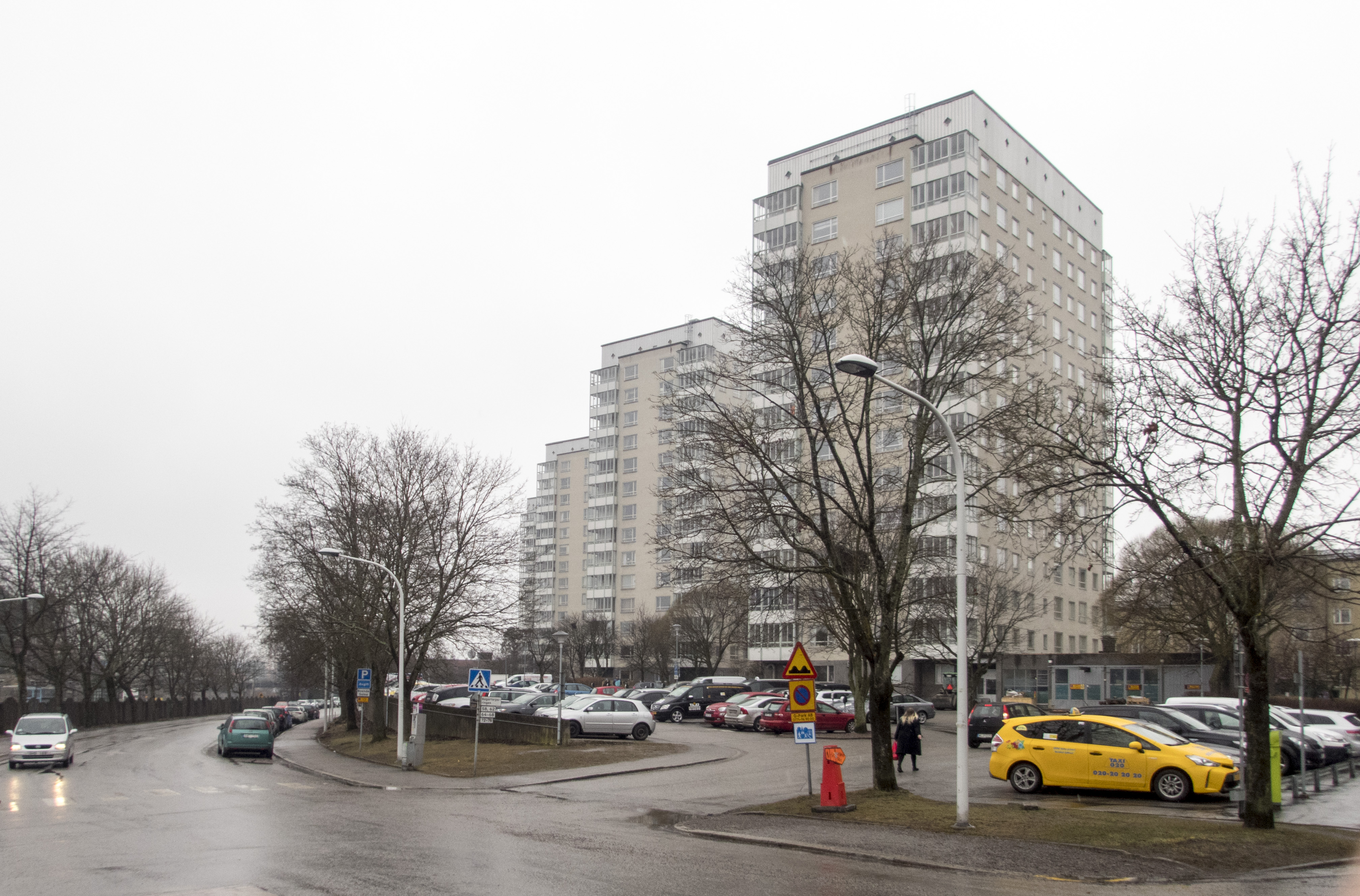
1960-talsbebyggelse i Bagartorp.
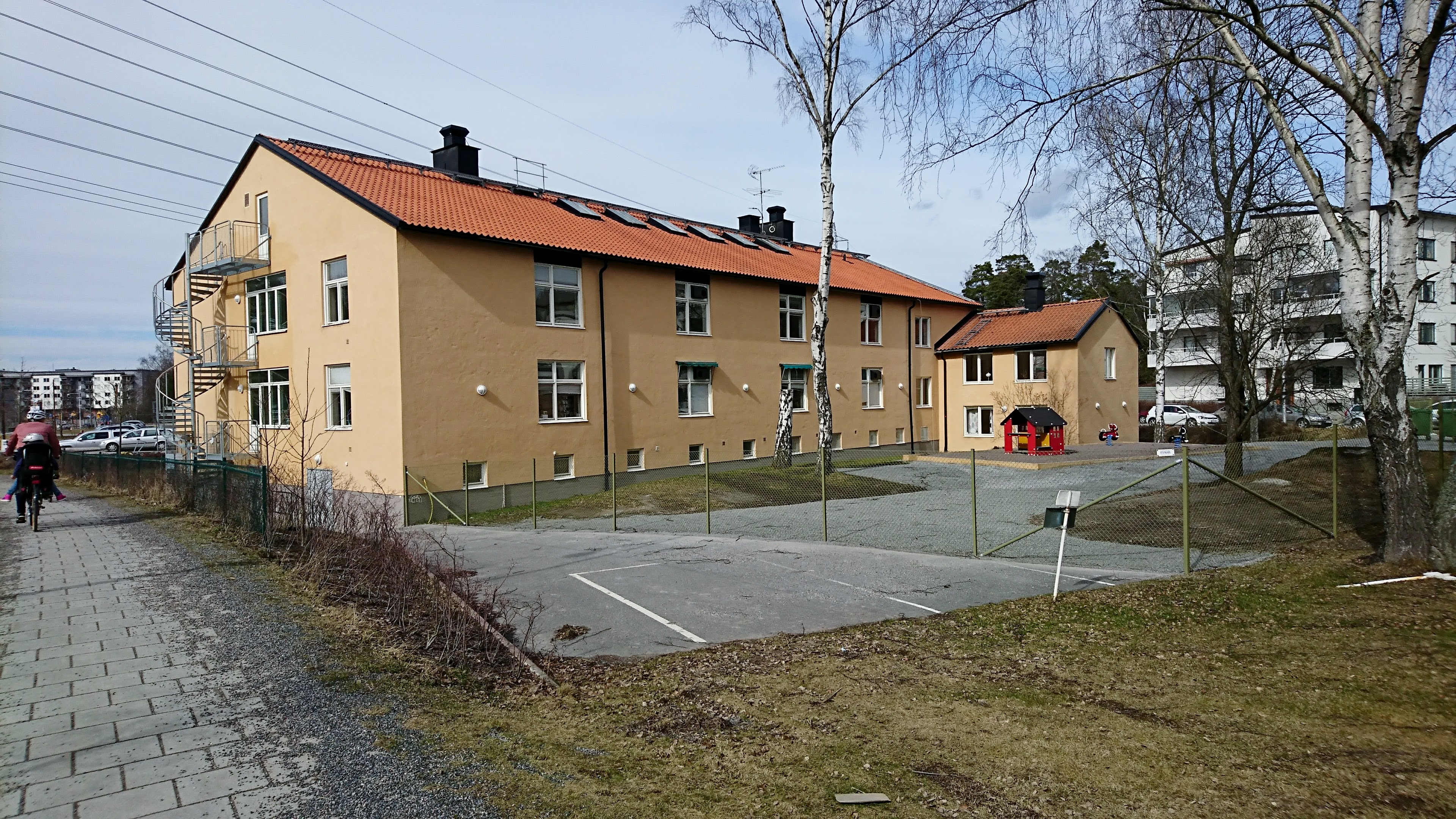
En av intendenturens kaserner
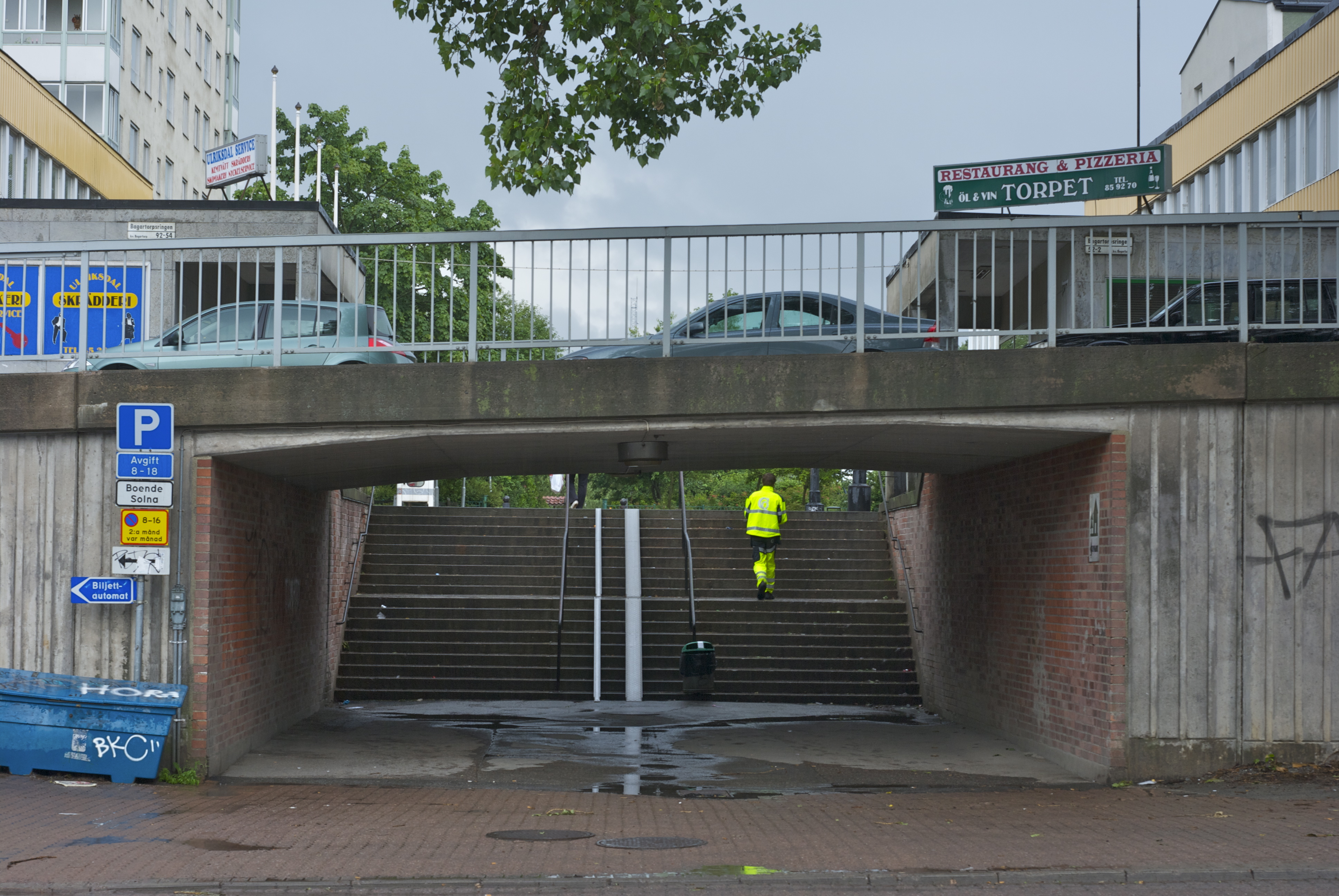
Centrumanläggningen nära pendeltågsstationen.
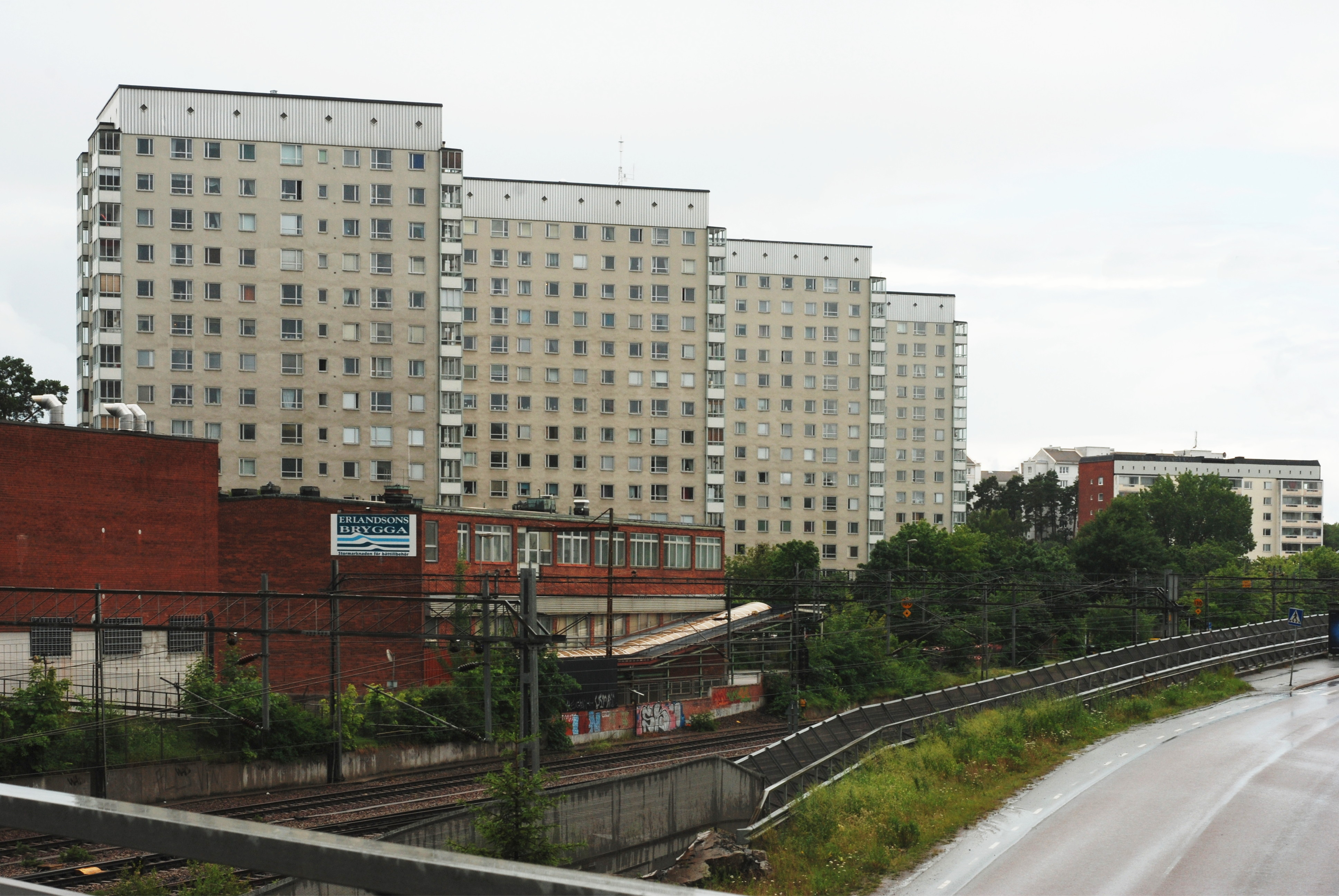
Bagartorp sett från Enköpingsvägen.